# يوكي إيبيهارا
يوكي إيبيهارا ((باليابانية: 海老原 有希)) (من مواليد 28 أكتوبر 1985) هي لاعبة رمي الرمح من اليابان.
شاركت في دورة الألعاب الآسيوية 2006 في الدوحة، قطر.